# Francisco Rodríguez García
Francisco Rodríguez García ou apenas Rodrí (Barcelona, 8 de março de 1934 — 17 de maio de 2022) foi um futebolista espanhol, atuava como defensor.

## Carreira
Rodrí fez parte do elenco da Seleção Espanhola de Futebol da Copa do Mundo de 1962. Ele fez duas partidas.